# Parc Bazin
Ne pas confondre avec parc des Acacias de Genève.
Pour les articles homonymes, voir Bazin.
Le parc Bazin est un parc lyonnais de 3,1 ha situé dans le quartier Montchat du 3e arrondissement de Lyon.

## Histoire
Cette gravière est remblayée en 1938 mais des restes sont encore bien visibles en 1946. En 1975, date de la création du parc, elle est végétalisée sur une superficie de 2,5 ha. Puis au cours de l'hiver 2009 une seconde extension portant l'ensemble à 3,1 ha est réalisée,. Initialement parc de l'Est, le nom officiel de square Georges-Bazin lui est attribué le 28 avril 1986,. Il est aussi dit parc des Acacias car son entrée principale se fait par l'avenue des Acacias.

## Sculptures d'Émile Peynot

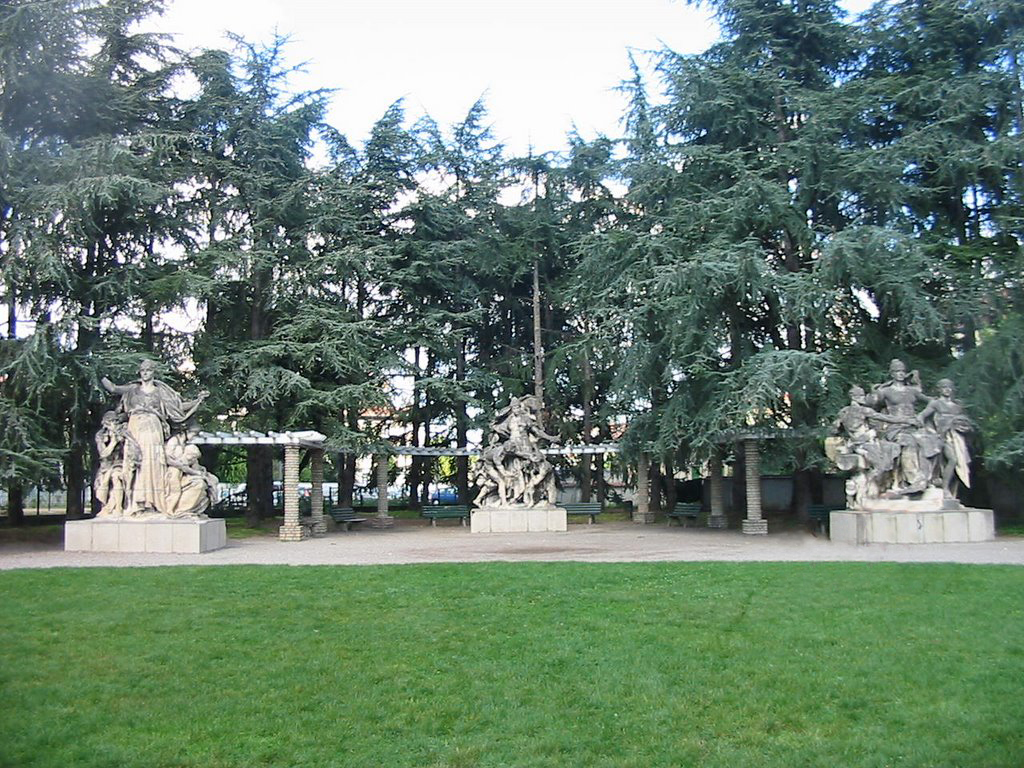
Groupes statuaires d'Émile Peynot dans le parc Bazin. 2007.

En 1880, la municipalité choisit le sculpteur Émile Peynot pour réaliser une représentation de la République à l’occasion du centenaire de 1789. Celui-ci réalise un bronze qui la figure juchée sur une colonne de quinze mètres de haut. Aux pieds de cette élévation se trouvent quatre groupes statuaires en pierre qui représentent respectivement la Ville de Lyon, la Liberté, l'Égalité et la Fraternité. L’œuvre est placée place Carnot puis elle est démembrée en janvier 1975 lors de la construction de la ligne A du métro. Les trois dernières représentations, de taille imposante, sont placées dans la partie nord-est du parc Bazin. C’est ainsi que se trouve figurée la devise française Liberté, Égalité, Fraternité. Du nord à l’est se trouvent La Liberté qui porte la flamme et protège, L'Égalité qui tient deux hommes par les épaules alors qu’ils portent ensemble la charte des droits de l'homme et plus en retrait La Fraternité, qui veille sur deux hommes qui s’entraident,.

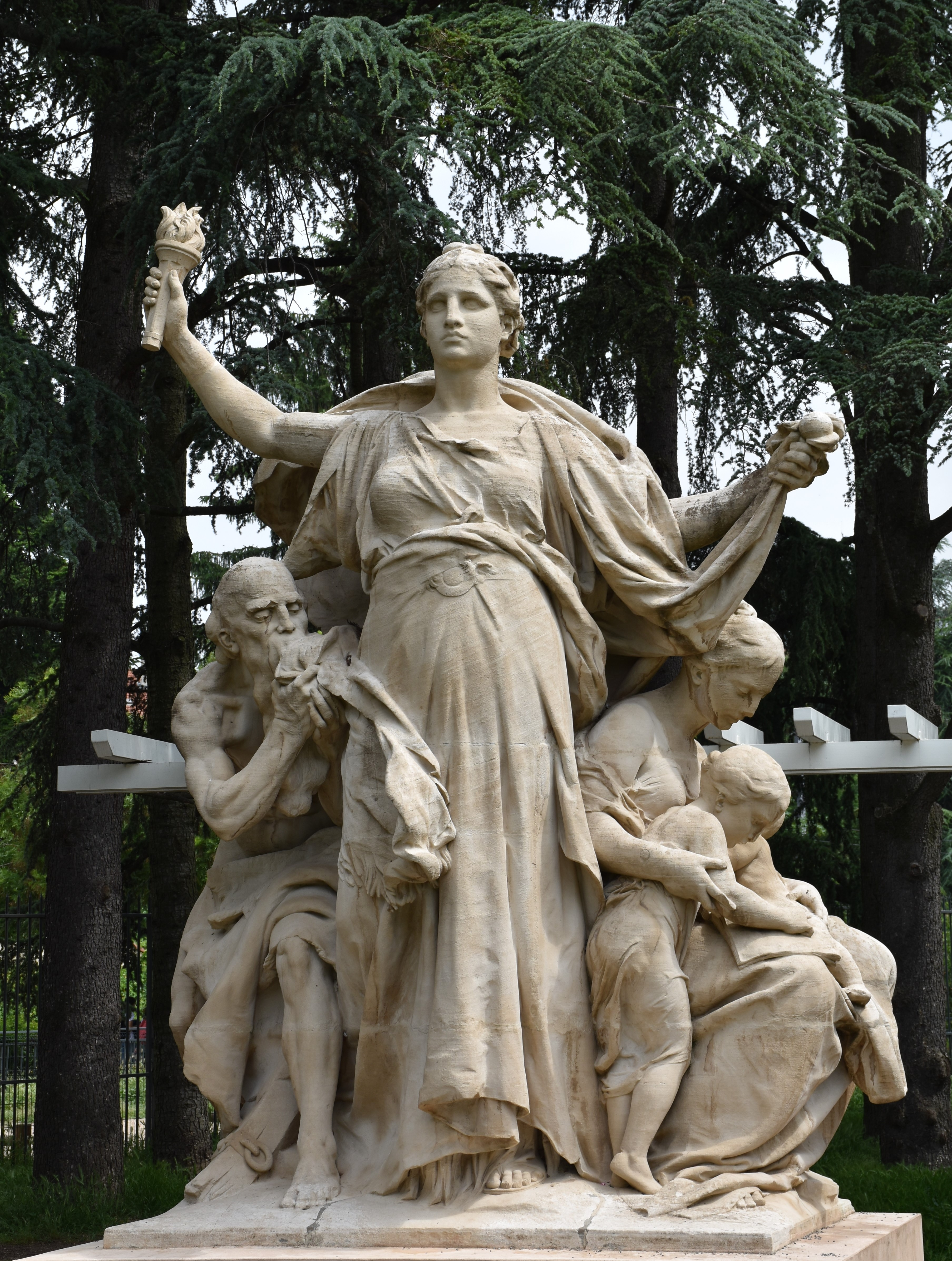
La Liberté
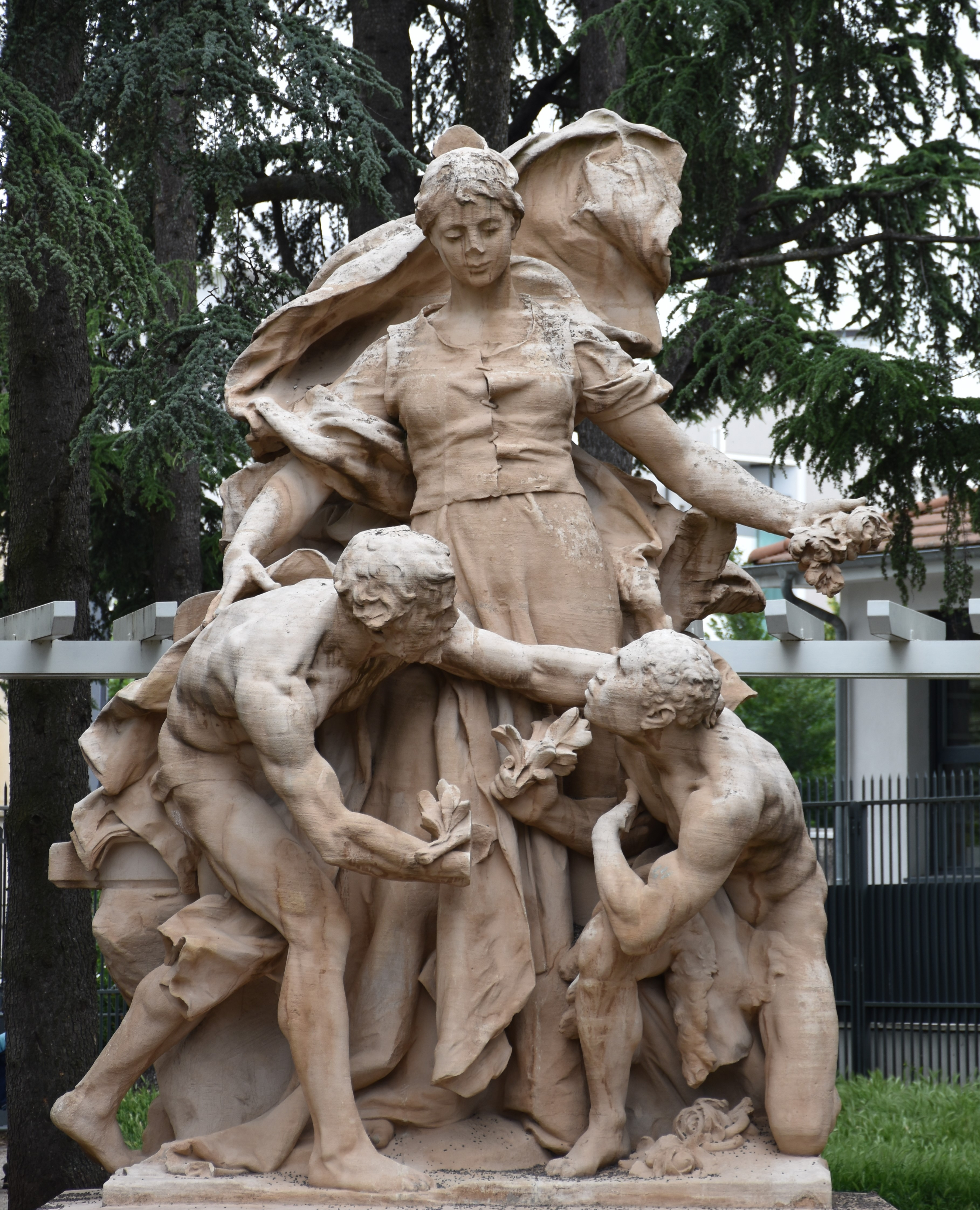
La Fraternité
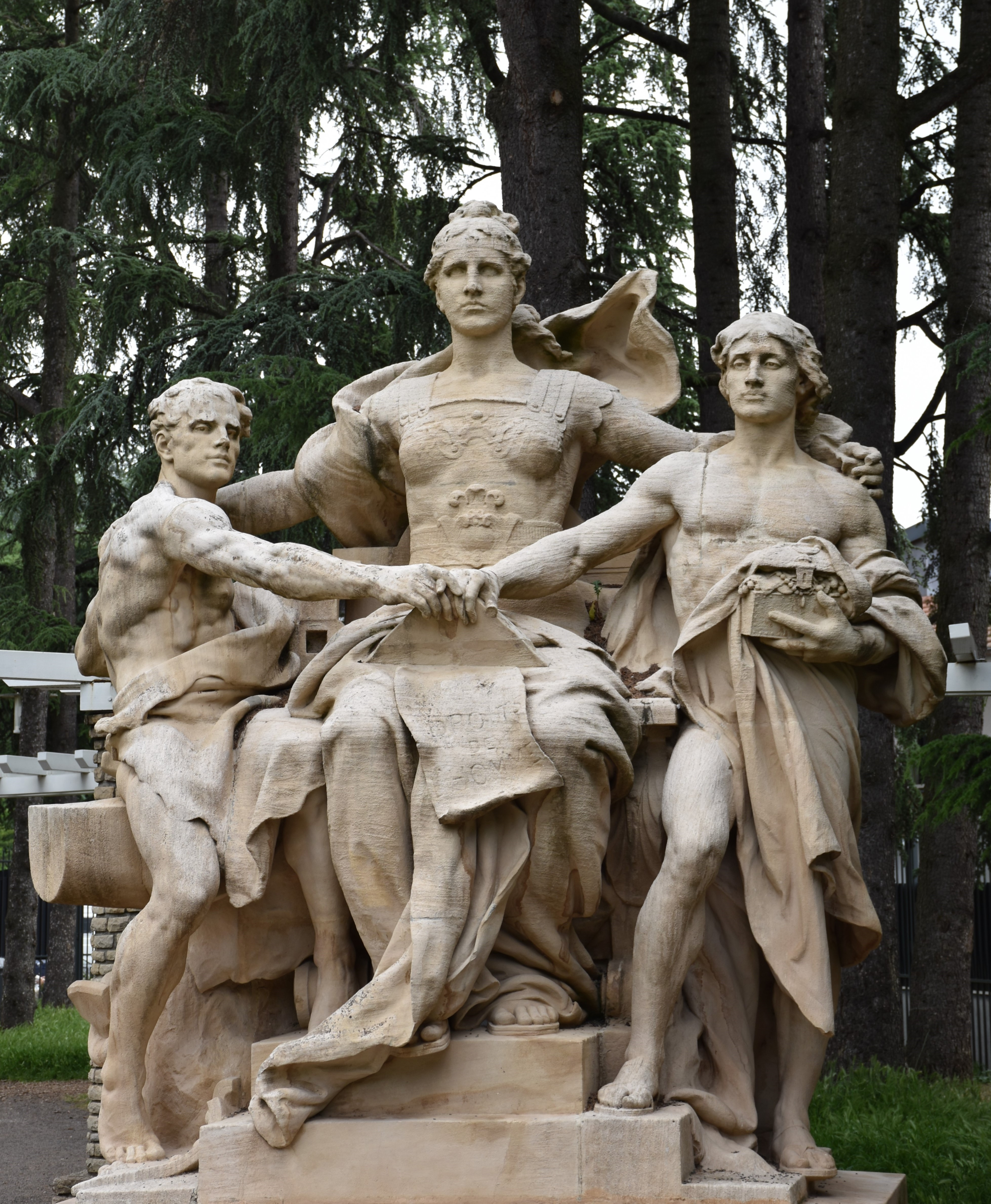
L'Égalité